# فرودگاه لیستوئل
فرودگاه لیستوئل (به انگلیسی: Listowel Airport) یک فرودگاه همگانی است که یک باند فرود چمن دارد و طول باند آن ۶۱۰ متر است. این فرودگاه در کشور کانادا قرار دارد و در ارتفاع ۳۷۶ متری از سطح دریا واقع شده است.